# Tumelo Nhlapo
Tumelo Nhlapo est un footballeur sud-africain né le 20 janvier 1988 à Parys. Il joue au poste de milieu de terrain défensif.
Il a participé à la Coupe d'Afrique des nations 2008 avec l'équipe d'Afrique du Sud, sans toutefois entrer en jeu.

## Carrière
- 2007- : Bloemfontein Celtic ( Afrique du Sud)